# 랴쿠오
랴쿠오(暦応, りゃくおう/れきおう)는 일본 남북조 시대의 연호(元号) 중 하나이다. 북조에서 사용되었다.
- 전후 : 겐무(建武) 이후 - 고에이(康永) 이전.
- 시기 : 1338년 ~ 1341년
- 천황
  - 북조 : 고묘 천황
  - 남조 : 고다이고 천황, 고무라카미 천황
- 쇼군 : 무로마치 막부의 아시카가 다카우지

## 개원(改元)
- 겐무 5년 8월 28일(율리우스력 1338년 10월 11일), 개원.
- 랴쿠오 5년 4월 27일(율리우스력 1342년 6월 1일), 고에이로 개원된다.

## 출전
『제왕세기』의 「堯時有草、夾階而生、王者以是占暦、応和而生」.

## 랴쿠오 시기에 일어난 일
- 원년
  - 8월 : 기타바타케 지카후사가 노리요시 친왕(고무라카미 천황)・무네요시 친왕을 모시고 이세 오오미나토에서 뱃길로 무쓰에 향하던 중 폭풍을 만나 난파한다. 지카후사는 두 친왕과 헤어져 히타치에 표류한다.
  - 고다이고 천황이 황자 가네요시 친왕을 규슈에 파견한다.
- 2년
  - 8월 : 남조의 고무라카미 천황(노리요시 친왕)이 요시노에서 즉위한다.
  - 10월 : 아시카가 다카우지가 덴류지(天龍寺)를 창건한다.
  - 기타바타케 지카후사가 히타치에서 『진노쇼토키(神皇正統記)』를 집필하다.
- 4년
  - 6월 : 고 모로후유가 기타바타케 지카후사가 머물던 히타치 오다 성・세키 성 등을 공격하다.
  - 무소 소세키의 협력으로 원나라에 덴류지부네(天龍寺船)가 파견된다.

### 죽음
- 2년
  - 고다이고 천황

## 서력과의 대조표
| 랴쿠오 | 원년     | 2년      | 3년         | 4년        | 5년        |
| ------ | -------- | -------- | ----------- | ---------- | ---------- |
| 서력   | 1338년   | 1339년   | 1340년      | 1341년     | 1342년     |
| 남조   | 엔겐 3년 | 엔겐 4년 | 고코쿠 원년 | 고코쿠 2년 | 고코쿠 3년 |
| 간지   | 무인     | 기묘     | 경진        | 신사       | 임오       |

## 같이 보기
- 일본의 연호 일람

| 이전 겐무 | 일본 북조의 연호 1338년 ~ 1342년 | 다음 고에이 |